# Pongo tapanuliensis
Pongo tapanuliensis, vrsta orangutana koja nastanjuje predjele Južnog Tapanulija na indonezijskom otoku Sumatri. Ovo je jedna od tri vrste orangutana, uz sumatranskog (Pongo abelii) koji nastanjuje sjeverozapadne predjele otoka i bornejskog orangutana (Pongo pygmaeus). Opisan je 2. studenog 2017. kao posebna vrsta i predstavlja prvu postojeću vrstu velikih čovjekolikih majmuna otkrivenu nakon bonoba (Pan paniscus) 1929. godine. ↓1

## Otkriće i ime
Prvi put se izolirana populacija orangutana u Batang Toruu na području Južnog Tapanulija spominje tijekom ekspedicije 1997. godine, ali se tada nije prepoznala kao posebna vrsta. Pongo tapanuliensis se izdvaja kao posebna vrsta orangutana tek od 2017., nakon iscrpne filogenske studije. Studija je prikupila genetske uzorke 37 jedinki, a zatim izvršila morfološku raščlambu 33 odrasla mužjaka orangutana. Ključna komponenta studije bio je kostur odraslog mužjaka koji je uginuo nakon što su ga mještani obližnjih naselja ranili, što je kasnije potvrdilo da se radi o holotipu vrste. Ustanovljeno je da je uginuli mužjak imao drukčija tjelesna obilježja u usporedbi s primarnom skupinom uzoraka, osobito u pojedinostima lubanje i zuba. Lubanja ove jedinke nalazi se u Zoološkom muzeju u Bogoru. Genetsko istraživanje je također pokazalo da bi se populacija s područja Batang Toru trebala biti smatrana posebnom vrstom, jer su dva uzorka iz te populacije pokazala značajne razlike u odnosu na druge dvije vrste orangutana u raščlambi primarnih komponenti.

## Filogenija
Genetske usporedbe pokazuju kako su se ovi orangutani izdvojili od sumatranskih prije oko 3 400 000 godina, ali su postali odsječeni nakon erupcije jezera Toba, koja se zbila prije 75 000 godina. Održavali su povremene kontakte koji su okončani prije najmanje 10 000 do 20 000 godina. Izdvojili su se od bornejskih znatno kasnije, prije 674 000 godina. Orangutani su migrirali sa Sumatre na Borneo dok su otoci bili povezani kopnenim mostovima kao dijelovi tzv. Sundalanda, u razdoblju glacijala kada je razina mora bila puno niža. Sadašnje stanište ovih orangutana smatra se područjem koje su prvobitni orangutani prvo nastanili kada su došli na današnje indonezijske otoke s azijskog kontinenta.

## Odlike
Ovi orangutani po tjelesnoj građi i boji krzna više nalikuju sumatranskim nego bornejskim. Međutim, imaju manju glavu i plosnatije lice. „Dugi zov” mužjaka ovih orangutana ima viši tonalitet od sumatranskog, a traje dulje i ima više tonova od bornejskog orangutana. Njihova prehrana je također jedinstvena, jer sadrži neobične vrste, poput gusjenica i češera.

## Stanište i širenje
Ovi orangutani žive u tropskim i suptropskim kišnim širokolisnim šumama koje se prostiru južno od jezera Toba na Sumatri. Cjelokupna populacija se nalazi na površini od oko 1 000 km2 na nadmorskoj visini od 300 do 1 300 m. Udaljeni su od druge vrste orangutana na otoku, sumatranskog orangutana, samo stotinjak kilometara.

## Status zaštite
S manje od 800 jedinki na području od 1 000 km2, Pongo tapanuliensis je najrjeđa vrsta velikih čovjekolikih majmuna. Ova činjenica je dovela do klasificiranja vrste kao kritično ugrožene, iako ju još uvijek nije procijenio Međunarodni savez za zaštitu prirode. Prijetnju za opstanak vrste čine krčenje šume, lov, sukob s ljudima, protuzakonita trgovina životinjama, te ponajviše predložen projekt izgradnje hidroelektrane, koji bi mogao utjecati na gotovo 8% njihovog staništa i uništiti životinjske migracijske putove. Depresija zbog parenja jedinki u bliskom srodstvu javlja se zbog malog broja članova vrste. Ovo je dokazano raščlambom genetskog niza dviju jedinki, koja je pokazala znakove da su se njihovi preci parili s jedinkama u bliskom srodstvu.